# El Malah
El Malah è un comune dell'Algeria, situato nella provincia di ʿAyn Temūshent.